# قلعه (نمین)
قلعه یک منطقهٔ مسکونی در ایران است که در دهستان گرده واقع شده‌است. براساس سرشماری مرکز آمار ایران در سال ۱۳۹۵، قلعه ۴۲ نفر جمعیت دارد.